# Gertruda Łukaniewicz
Gertruda Łukaniewicz OSU (ur. 29 stycznia 1893 w Chęcinach, zm. ok. 1984 w Bardzie) – polska urszulanka, nauczycielka.

## Życiorys
Urodziła się jako Martyna Łukaniewicz 29 stycznia 1893 w Chęcinach.
20 września 1915 jako eksternistka zdała egzamin dojrzałości w C. K. Gimnazjum Nowodworskim św. Anny w Krakowie. Ukończyła studia polonistyczne na Uniwersytecie Jagiellońskim. W latach 20. była nauczycielką języka polskiego i języka francuskiego w Prywatnym Gimnazjum Żeńskim im. Elizy Orzeszkowej i w III Seminarium Nauczycielskim Sióstr Urszulanek w Tarnowie. Przy drugiej z tych szkół była kierowniczką duchową Sodalicji Mariańskiej. Później uczyła w Gimnazjum Żeńskim SS Urszulanek, działającym przy ul. św. Jacka we Lwowie. Udzielała się wówczas pracy społecznej, wychowaniu patriotycznym, wspieraniu osób potrzebujących. W 1928 założyła „Kółko radości”, później przekształcone w Kółko PCK i działające do 1939. Opracowała audycję pt. Z życia szkolnej spółdzielni, wykonaną przez uczennice Prywatnego Gimnazjum SS Urszulanek 8 lutego 1939 na antenie Polskiego Radia Lwów.
Podczas II wojny światowej przebywała w Rzymie i Belgii, pracując tam w szkołach. Pod koniec wojny była dyrektorką polskiej szkoły w Rzymie. W 1946 powróciła do Polski. Od końca września 1946 do 1948 była pierwszą dyrektorką Prywatnego Żeńskiego Gimnazjum i Liceum im. Św. Urszuli (obecne Liceum Ogólnokształcące Sióstr Urszulanek Unii Rzymskiej we Wrocławiu). Następnie uczyła języka polskiego w Lublinie. 
Była wszechstronnie uzdolniona, znała języki obce, grała na instrumentach muzycznych, malowała, tworzyła poezję religijną. W 1978 obchodziła jubileusz 60-lecia życia zakonnego. Do końca życia przebywała w klasztorze SS Urszulanek w Bardzie Śląskim. Zmarła w wieku 91 lat.